# Cyrus Nowrasteh
Pour les articles homonymes, voir Nowrasteh.
Cyrus Nowrasteh (en persan : سیروس نورست), né le 19 septembre 1956 à Boulder (Colorado), est un scénariste et réalisateur américain.

## Biographie

### Formation
- Université d'État du Nouveau-Mexique
- Université du Sud de la Californie

## Filmographie partielle

### Comme réalisateur
- 1989 : Veiled Threat (Threat)
- 1990 : Falcon Crest (Sous le signe du faucon) (série télévisée, 1 épisode)
- 1998 : The Island
- 2001 : Panique à la Maison Blanche (The Day Reagan Was Shot) (TV)
- 2008 : The Stoning of Soraya M. (La Lapidation de Soraya M.)
- 2016 : Le Jeune Messie (The Young Messiah, aussi Christ the Lord: Out of Egypt)
- 2020 : Infidel

### Comme scénariste
- 2006 : Destination 11 septembre (The Path to 9/11)
- 2020 : Infidel